# Nine Sols
Nine Sols [九日, jiǔ rì]  es un juego de plataformas y acción desarrollado y publicado por Red Candle Games. Con un estilo de animación hecha a mano, el juego se ambienta en un mundo futurista descrito como "taopunk": una combinación de la mitología oriental procedente del taoísmo y los elementos básicos de las historias distópicas del ciberpunk El juego enfatiza su jugabilidad en un sistema de desvío de ataques para acumular energía para realizar ataques especiales con una clara inspiración en Sekiro: Shadows Die Twice.   Fue lanzado en Microsoft Windows y macOS el 29 de mayo de 2024,  y en consolas el 26 de noviembre del mismo año.  Ese mismo día, se lanzó un parche importante que introdujo un modo de juego estilo boss rush llamado Recuerdos de Batalla.

## Trama
Quinientos años antes de los acontecimientos del juego, el virus Tianhuo infectó a los Solarianos, una raza antropomórfica parecida a un gato. Sin una cura a la vista, sus líderes, los Diez Soles, desarrollaron el Proyecto Pebetero Eterno, en el que los solarianos podrían descansar en un sistema de realidad virtual llamado "Retiro Espiritual" para retrasar el avance del virus mientras buscaban una cura. Sin embargo, el poder de procesamiento para crear dichas realidades virtuales requerían cerebros de formas de vida inteligentes, por lo que los solarianos abandonaron su planeta natal, Penglai, y se embarcaron en un viaje de 500 años a bordo de la nave-isla Nueva Kunlun hasta el Sistema Solar y su "planeta azul pálido" (la Tierra), para secuestrar y cosechar a los "hombres mono" nativos (humanos).
Al comienzo del juego, Yi, el Décimo Sol y mente maestra del Proyecto Pebetero Eterno, fue atacado y asesinado por su mentora Eigong, pero sobrevivió en un estado de animación suspendida debido a una conexión especial con el Fusang, una planta que produce vastas cantidades de energía que los solarianos aprovecharon para su tecnología. Yi despierta varios cientos de años después en la aldea de Flor de Melocotón, un área dentro de Nueva Kunlun donde los solarianos habían secuestrado homínidos para criarlos como ganado. Se hace amigo del humano Shuanshuan y lo salva durante la ceremonia de ofrenda de cerebros, que casi mata a Shuanshuan, despertando a los otros nueve Sols en el proceso. Yi busca a los Sols por todo Nuevo Kunlun para vengarse y tomar sus Sellos Sol, que actúan como códigos de control para el Proyecto Pebetero Eterno.
Durante su viaje, Yi se aloja en el Pabellón de las Cuatro Estaciones, que está defendido por el sistema de inteligencia artificial Abacus. Con el tiempo, más residentes llegan al Pabellón: Shennong, un humanoide escéptico que se da cuenta de la verdad detrás de la aldea y trae a Shuanshuan al Pabellón, Chiyou, un antiguo robot de batalla que ganó sensibilidad y se convirtió en erudito y comerciante, Shanhai 9000, un asistente robot reservado que tiene su propia agenda personal, y Kuafu, un Sol y amigo cercano de Yi que decide traicionar al consejo de los soles para prestar ayuda a Yi mejorando sus armas. 
Durante su camino de venganza, Yi se entera de las fallas del Proyecto Pebetero Eterno después de conocer a Lady Etérea, una de las 10 Soles y programadora principal del proyecto. Ella le confiesa que la simulación del Retiro Espiritual que creó provocó que los solarianos quisieran quedarse en la simulación, y los que abandonaron la simulación se volvieron locos y hostiles hacia los demás. Además, el Distrito Empíreo, donde se alojaba la mayor parte de la población solariana hibernante, ha sido invadido por una mutación del virus Tianhuo que hace que los solarianos desarrollen crecimientos carnosos y exhiban altos niveles de agresión. A través de los registros del Centro de Investigación el jugador descubre que Eigong, en un intento por descubrir la inmortalidad, fue responsable del brote del virus y, más tarde, de la mutación. Después de constantes fracasos al intentar crear una cura, Eigong se volvió loca y comenzó a ver la corriente mutante como su salvación, ya que esencialmente los hacía "inmortales". Después de llegar a esta conclusión, la desató sobre los solarianos dormidos en el distrito Empíreo. En uno de los registros a los que el jugador puede acceder en la estación de investigación se revela que Eigong, en un intentó de comprender el poder de las raices del Fusang, sintetizó por accidente el virus del Tianhuo, lo que la convierte en la principal culpable de la epidemia de su raza.
Yi derrota a ocho de los Soles y obtiene sus Sellos Sol, que luego son robados por Eigong. Dependiendo de los elementos recolectados y las interacciones realizadas con varios personajes no jugadores durante el juego, hay dos finales:
- En el final normal (Hogar, dulce hogar), Yi mata a Eigong y se hace con todos los Sellos Sol antes de tomar el control de Nuevo Kunlun para activar el Proyecto Pebetero Eterno y regresar a Penglai. Los solarianos restantes aún están en hibernación, y se utilizan cerebros humanos para alimentar la realidad virtual, y se desconoce si existe una cura para el virus Tianhuo.

- En el Final Verdadero (Estrella Fugaz), después de que Yi profundice su conexión con Shuanshuan y otros humanos, decide salvarlos y finalmente los evacua a la Tierra. Se enfrenta a Eigong, quien se fusiona con las Raíces Primordiales después de revelar que se había afectado con la cepa mutante, en un intento final de propagar el virus por todo Nuevo Kunlun. En respuesta, Yi usa la Flecha Rizomática, una flecha hecha de un arma nuclear, sacrificándose para destruir Nuevo Kunlun y por extensión, el Tianhuo, matándose a sí mismo y a los otros solarianos restantes, aparte de Kuafu, quien ya se fue junto con los hombres mono, en el proceso. Al final, finalmente se reúne con su hermana Heng en la otra vida.

## Jugabilidad
El juego se inspira en varios títulos en cuanto al desarrollo de las batallas y el movimiento por el entorno, siendo claros exponentes las obras de FromSoftware, en especial Sekiro: Shadows Die Twice. El enfoque principal se encuentra en su combate cuerpo a cuerpo mezclado con plataformas de desplazamiento lateral y mecánicas de desviación. El ataque básico de Yi es un combo de tres estocadas con la habilidad de desviar los ataques enemigos, lo que le permite absorber y acumular Qi. Ese Qi puede ser usado para atravesar a sus oponentes y colocarles talismanes  que pueden cargarse antes de explotar. Sin embargo, existe también inspiración en Katana Zero por la forma en la que el título presenta los entornos y como el jugador debe de hacer frente a los diferentes niveles en los que los enemigos y las trampas obligan a crear una estrategia para poder avanzar a través de ellos. 
La fuerza y el movimiento de Yi pueden ser mejorados gracias a un sistema de mejoras que recuerda al sistema de talismanes de Hollow Knight. El personaje tiene un determinado número de huecos llamados "potencia computacional" en el que puede instalarse chips de jade. Cada jade demanda una potencia computacional concreta, por lo que la combinación de dichos chips puede dar varios perfiles personalizables según la forma de jugar que se haya adoptado. 

## Desarrollo
El juego fue anunciado el 18 de marzo de 2022 mediante una campaña de micromecenazgo con un objetivo de 3.000.000 dólares taiwaneses. los cuales pudieron recaudar en tan solo 24 horas desde su anuncio Una versión de prueba estuvo disponible el 2 de abril de 2022.

## Recepción
Nine Sols recibió críticas "generalmente favorables", según el sitio web de agregación de reseñas Metacritic y ha conseguido el sello "Mighty" en Opencritic. Manu Delgado del medio especializado Vandal lo describió como "una obra que, no exenta de fallos, merece ser reconocida por su audacia y originalidad a la hora de plantear un metroidvania tan concreto, ingenioso y gratificante a los mandos." Mario Seijas del medio IGN Spain también alude a su combate como una "prueba de resistencia" en el que critica su dificultad algo desmedida, pero de igual manera gratificante.

### Premios
| Fecha                   | Otorgar               | Categoría |
| ----------------------- | --------------------- | --------- |
| 19 de diciembre de 2024 | The Indie Game Awards | Nominado  |
| 19 de diciembre de 2024 | The Indie Game Awards | Nominado  |
| 31 de diciembre de 2024 | Premios Steam         | Nominado  |